# Tiếng Basque
Tiếng Basque (Euskara, IPA: [eus̺ˈkaɾa]) là một ngôn ngữ tách biệt được sử dụng bởi người Basque. Basque là ngôn ngữ bản xứ của, và chủ yếu hiện diện tại, Xứ Basque, một khu vực nằm ở miền bắc Tây Ban Nha và tây nam nước Pháp. Tiếng Basque được sử dụng bởi chừng 27% người Basque ở khắp xứ này (714.135 trên tổng số 2.648.998 người). Trong đó, 663.035 (93% số người nói) sống ở vùng Basque thuộc Tây Ban Nha và 51.100 còn lại (7%) sống ở phần thuộc Pháp.
Người bản ngữ Basque tập trung tại khu vực gồm ba "tỉnh cổ đại" ở Pháp và một số phần của bốn địa khu tại Tây Ban Nha. Gipuzkoa, đa phần Biscay, một phần của Álava, và vùng phía bắc Navarre tạo nên vùng cốt lõi nói tiếng Basque. Ngược lại, đa phần Álava, phía tây Biscay, trung và nam Navarre có lượng người nói tiếng Tây Ban Nha chiếm ưu thế, hoặc vì tiếng Basque đã bị thay thế bởi tiếng Tây Ban Nha qua hàng thế kỷ (đa phần Álava và trung Navarre), hoặc vì nó chưa bao giờ được sử dụng tại đó (Encartaciones và đông nam Navarre).
Là một ngôn ngữ tách biệt, tiếng Basque được xem là một trong số ít ngôn ngữ tiền Ấn-Âu, và là ngôn ngữ duy nhất thuộc loại này ở Tây Âu. Nguồn gốc của nó chưa được biết chắc, dù giả thuyết được chấp nhận gần đây nhất là những dạng cổ tiếng Basque đã phát triển trước khi những ngôn ngữ Ấn-Âu (gồm cả nhóm ngôn ngữ Rôman mà về mặt địa lý bao quanh vùng nói tiếng Basque) đến khu vực Tây Âu. Tiếng Basque đã vay mượn một số từ vựng từ những ngôn ngữ Rôman, và ngược lại, tiếng Basque cũng đưa tự vựng của nó vào những thứ tiếng kia. Bảng chữ cái Basque dùng hệ Latinh.

## Ngữ âm

### Nguyên âm
|      | Trước | Giữa | Sau |
| ---- | ----- | ---- | --- |
| Đóng | i     |      | u   |
| Vừa  | e     |      | o   |
| Mở   |       | a    |     |

Tiếng Basque có năm nguyên âm: /a/, /e/, /i/, /o/ và /u/ (giống như trong tiếng Tây Ban Nha). Ở phương ngữ Zubero, có một số âm vị khác:
- nguyên âm làm tròn trước đóng y, được viết là ⟨ü⟩;
- một tập hợp nguyên âm mũi hoá, cho thấy ảnh hưởng của phương ngữ Gascon (tiếng Occitan).

### Phụ âm
|           |           | Môi   | Mặt lưỡi- răng | Đầu lưỡi- chân răng | Vòm hay chân răng | Ngạc mềm  | Thanh hầu  |
| --------- | --------- | ----- | -------------- | ------------------- | ----------------- | --------- | ---------- |
| Mũi       | Mũi       | m /m/ |                | n /n/               | ñ, -in- /ɲ/       |           |            |
| Tắc       | vô thanh  | p /p/ | t /t/          |                     | tt, -it- /c/      | k /k/     |            |
| Tắc       | hữu thanh | b /b/ | d /d/          |                     | dd, -id- /ɟ/      | g /ɡ/     |            |
| Tắc xát   | vô thanh  |       | tz /ts̻/        | ts /ts̺/             | tx /tʃ/           |           |            |
| Xát       | vô thanh  | f /f/ | z /s̻/          | s /s̺/               | x /ʃ/             |           | h /∅/, /h/ |
| Xát       | hữu thanh |       |                |                     | j /j/~/x/         | j /j/~/x/ |            |
| Cạnh lưỡi | Cạnh lưỡi |       |                | l /l/               | ll, -il- /ʎ/      |           |            |
| R         | Rung      |       |                | r-, -rr-, -r /r/    |                   |           |            |
| R         | vỗ        |       |                | -r- /ɾ/             |                   |           |            |